# Ars (Charente)
Ars – miejscowość i gmina we Francji, w regionie Nowa Akwitania, w departamencie Charente.
Według danych na rok 1990 gminę zamieszkiwało 750 osób, a gęstość zaludnienia wynosiła 66 osób/km² (wśród 1467 gmin regionu Poitou-Charentes Ars plasuje się na 407. miejscu pod względem liczby ludności, natomiast pod względem powierzchni na miejscu 760.).